# Rove, Vojnik
Rove este o localitate din comuna Vojnik, Slovenia, cu o populație de 107 locuitori.